# Supercopa Europeia de 1987
A Supercopa Europeia de 1987 foi disputada entre o vencedor da Taça dos Campeões Europeus, o FC Porto, e o vencedor da Taça dos Clubes Vencedores de Taças da época anterior, o AFC Ajax. O FC Porto venceu 2–0 no agregado.

## Detalhes

### 1ª mão
| 21 de novembro de 1987 | Ajax | 0 – 1 | FC Porto  | De Meer Stadium, Amsterdam                       |
|                        |      |       | Barros 5' | Público: 27 000 Árbitro: Bob Valentine (Escócia) |

### 2ª mão
| 13 de janeiro de 1988 | FC Porto          | 1 – 0 | Ajax | Estádio das Antas, Porto                                       |
|                       | António Sousa 70' |       |      | Público: 50 000 Árbitro: Aron Schmidhuber (Alemanha Ocidental) |